# James W. Black
Sir James Whyte Black, OM, FRS, FRSE, FRCP, škotski zdravnik in farmakolog, nobelovec, * 14. junij 1924, Uddingston, Lanarkshire, Škotska, † 22. marec 2010, London, Anglija.
Black se je rodil kot četrti od petih sinov v baptistični družini, njegov oče je bil rudniški inženir. Družina ni bila dovolj premožna da bi mu omogočila šolanje na univerzi, vendar je pod vplivom učitelja matematike opravil sprejemne izpite za Univerzo v St Andrewsu in prejel štipendijo. Tam je po zgledu starejšega brata študiral medicino. Diplomiral je leta 1946, tega leta se je tudi poročil s študentko Hilary Joan Vaughan in se zaposlil na univerzitetnem oddelku za fiziologijo, kjer je dobil prve izkušnje z znanstvenim delom. Zaradi poroke in študija je imel mladi par mnogo dolgov, zato sta naslednje leto odšla v Singapur, kjer je Black dobil mesto predavatelja fiziologije na Univerzi Malaje.
Po vrnitvi v domovino se je zaposlil na veterinarski šoli Univerze v Glasgowu, kjer je dobil nalogo vzpostaviti fiziološki oddelek. V tem času se je znanstveno ukvarjal predvsem z vprašanjem, kako lokalni krvni obtok v tkivih omejuje presnovno aktivnost. Kasneje je sodeloval v raziskavi, v kateri so iskali način, kako povečati dovajanje kisika v srčno tkivo bolnikov z zožanimi srčnimi žilami. Domislil se je, da bi isti učinek doseglo zmanjšanje potreb po kisiku z zmanjšanjem aktivacije srčnega tkiva in se namenil poiskati specifičen antagonist za adrenergične receptorje v srcu. Za pomoč se je obrnil na farmakološki oddelek podjetja ICI, kjer so uvideli tržni potencial take spojine in ga zaposlili kot raziskovalca. S skupino sodelavcev je razvil propranolol, prvi klinično uspešen blokator beta-adrenergičnih receptorjev (krajše beta blokator), za katerega se je kasneje izkazalo, da je učinkovit tudi proti hipertenziji (povišanemu krvnemu tlaku). Nato je želel na podobnem principu razviti zdravilo proti peptičnemu ulkusu (peptičnemu čiru), ki ga povzroča pretirano izločanje želodčne kisline, a odgovorni pri ICI niso odobrili novega raziskovalnega programa.
Zato je leta 1964 odstopil in odšel v podjetje Smith, Kline and French (danes GlaxoSmithKline), kjer je dobil mesto vodje oddelka za biokemijo. V tem času je vodil razvoj antagonista histaminskih receptorjev acidogenih celic v želodčni sluznici. Cimetidin, ki so ga razvili, je prišel na trg leta 1975 pod blagovno znamko Tagamet in postal prodajno najuspešnejše zdravilo na recept tistega časa.
Kljub uspešni karieri v industriji je želel svoje raziskave utemeljiti tudi na akademskem nivoju in prenesti znanje na študente, zato se je leta 1973 odzval povabilu ter postal profesor in predstojnik na oddelku za farmakologijo Univerzitetnega kolidža v Londonu. Vendar ga je pomanjkanje sredstev kmalu pričelo utesnjevati, poleg tega pa mu ni uspelo izpeljati idej o prenovi poučevanja farmakologije, zato je leta 1978 odšel v laboratorije Wellcome Trust, kjer je postal direktor programa terapevtskih raziskav. Zaradi konfliktov z nadrejenim je leta 1984 odstopil, nakar se je zaposlil kot profesor analitične farmakologije na Kraljevem kolidžu (King's College) Univerze v Londonu, kjer je ostal do leta 1992. Po tistem je deloval kot kancler Univerze v Dundeeju. Vzporedno je leta 1988 ustanovil fundacijo za biomedicinske raziskave James Black Foundation, kjer je vodil skupino 25 znanstvenikov pod pokroviteljstvom korporacije Johnson & Johnson.

## Priznanja
Razvoj propranolola in cimetidina, ki ga je vodil Black, velja danes za prelomen v farmakologiji, saj sta med prvimi učinkovinami, ki sta bili razviti povsem sintetično na podlagi temeljnega znanja o kemiji in fiziologiji (za razliko od dotedanjih zdravil, ki so temeljila na kemično modificiranih naravnih učinkovinah).
Za svoje delo na področju medicine je leta 1981 prejel viteški naziv, leta 2000 pa ga je kraljica Elizabeta II. imenovala še v Red zaslug. Pred tem je bil izvoljen za člana Kraljeve družbe iz Londona. Prejel je tudi več nagrad, med njimi Laskerjevo nagrado (1976), Wolfovo nagrado za medicino (1981) in skupaj z Gertrude B. Elion ter Georgeom H. Hitchingsom Nobelovo nagrado za fiziologijo ali medicino (1988).